# Biocapacidad
La biocapacidad o capacidad biológica de un ecosistema; es una estimación de su producción de ciertos materiales biológicos. Como los recursos naturales, su absorción y filtrado de otros materiales como el dióxido de carbono de la atmósfera.
La biocapacidad se expresa en términos de hectáreas globales por persona, por lo que depende de la población humana. Una hectárea global es una unidad ajustada que representa la productividad biológica promedio de todas las hectáreas productivas de la Tierra en un año determinado (porque no todas las hectáreas producen la misma cantidad de servicios ecosistémicos ). La biocapacidad se calcula a partir de los datos de población y uso de la tierra de las Naciones Unidas , y se puede informar a varios niveles regionales, como una ciudad, un país o el mundo en su conjunto.
Por ejemplo, había 12,2 mil millones de hectáreas de áreas de tierra y agua biológicamente productivas en este planeta en 2016. Dividir por el número de personas vivas ese año, 7,4 mil millones, da una biocapacidad de 1,6 hectáreas globales por persona. Estas 1,6 hectáreas globales incluyen las áreas de especies silvestres que compiten con las personas por el espacio.
La biocapacidad se utiliza junto con la huella ecológica como método para medir el impacto humano en el medio ambiente . La biocapacidad y la huella ecológica son herramientas creadas por Global Footprint Network , que se utilizan en estudios de sostenibilidad en todo el mundo.

## Aplicaciones
Un aumento de la población mundial puede resultar en una disminución de la biocapacidad. Por lo general, esto se debe al hecho de que los recursos de la Tierra deben compartirse; por lo tanto, hay poco para abastecer la creciente demanda de la creciente población . Actualmente, este problema se puede resolver mediante la subcontratación . Sin embargo, los recursos se agotarán debido a las crecientes demandas y, como resultado, el colapso de un ecosistema puede ser la consecuencia de tales acciones.  Cuando la huella ecológica es mayor que la biocapacidad de la población, se sospecha un déficit de biocapacidad .  La 'biocapacidad global' es un término que a veces se utiliza para describir la capacidad total de un ecosistema para soportar diversas actividades y cambios continuos. Cuando la huella ecológica de una población excede la biocapacidad del medio ambiente en el que vive, esto se denomina "déficit de biocapacidad". Este déficit proviene de tres fuentes: el uso excesivo de los propios ecosistemas ("rebasamiento"), las importaciones netas o el uso de los bienes comunes globales.  últimos datos de Global Footprint Network sugieren que la humanidad estaba usando una equivalencia de 1,7 Tierras en 2016 . El factor dominante del sobreimpulso ecológico mundial proviene de las emisiones de dióxido de carbono derivadas de la quema de combustibles fósiles. Las tensiones adicionales de los gases de efecto invernadero , el cambio climático y la acidificación de los océanos también pueden agravar el problema.  En referencia a la definición de biocapacidad: 1.7 Tierras significa que los recursos renovables se están liquidando porque se consumen más rápido de lo que los recursos pueden regenerarse.  Por lo tanto, los recursos que la humanidad usa en un año tardarán un año y ocho meses en poder regenerarse nuevamente, incluida la absorción de todos los desechos que generamos.  Entonces, en lugar de tomar un año de recursos por año, consumimos recursos que deberían nos dura un año y ocho meses.
Además, si este asunto se agrava, se establecerá una reserva ecológica en áreas para preservar sus ecosistemas. La conciencia sobre el agotamiento de nuestros recursos incluye: tierras agrícolas , recursos forestales y pastizales .  biocapacidad utilizada en correlación con la huella ecológica puede, por lo tanto, sugerir si una población, región, país o parte de un mundo específica vive en los medios de su capital. En consecuencia, el estudio de la biocapacidad y la huella ecológica se conoce como Análisis de la Huella Ecológica (EFA) .
La biocapacidad también se ve afectada por la tecnología utilizada durante el año. Con el surgimiento de nuevas tecnologías, no está claro si la tecnología en ese año es buena o mala, pero la tecnología afecta la oferta y la demanda de recursos, lo que a su vez afecta la biocapacidad.  Por lo tanto, lo que se considera “útil” puede cambiar de un año a otro (por ejemplo, el uso de rastrojo de maíz para la producción de etanol celulósico haría que el rastrojo de maíz se convierta en un material útil y, por lo tanto, aumentaría la biocapacidad de las tierras de cultivo de maíz).
Además, los ambientalistas han creado calculadoras de huella ecológica para una sola persona (s) para determinar si están abarcando más de lo que está disponible para ellos en su población.  En consecuencia, los resultados de la biocapacidad se aplicarán a su huella ecológica para determinar cuánto pueden contribuir o restar al desarrollo sostenible.
En general, la biocapacidad es la cantidad de recursos disponibles para las personas en un momento específico en el tiempo para una población específica ( oferta ) y para diferenciar entre la huella ecológica, que es la demanda ambiental de un ecosistema regional .  biocapacidad es capaz de determinar los impactos humanos en la Tierra. Al determinar la productividad de la tierra (es decir, los recursos disponibles para el consumo humano), la biocapacidad podrá predecir y quizás examinar los efectos sobre los ecosistemas de cerca basándose en los resultados recopilados del consumo humano. La biocapacidad de un área se calcula multiplicando el área física real por el factor de rendimiento con el factor de equivalencia apropiado. La biocapacidad se expresa generalmente en hectáreas globales (gha) . Dado que las hectáreas globales pueden convertir los consumos humanos como alimentos y agua en una medida, se puede aplicar la biocapacidad para determinar la capacidad de carga de la Tierra.